# Raiven
Sara Briški Cirman (nascuda el 26 d'abril de 1996), més coneguda pel seu nom artístic Raiven, és una cantant, compositora i arpista eslovena. Primer va obtenir un ampli reconeixement mentre competia per participar al Festival de la Cançó d'Eurovisió 2016 per Eslovènia durant la final nacional Evrovizijska Melodija (EMA) amb la cançó "Črno bel", on va quedar segona. Raiven va tornar a l'EMA el 2017, ocupant el tercer lloc amb la cançó "Zažarim", i va competir de nou el 2019 amb la cançó "Kaos", quan va quedar segona.
Raiven va representar Eslovènia al Festival de la Cançó d'Eurovisió 2024 amb la cançó "Veronika".